# Matityahu Shoham
Matityahu Mosche Shoham (Polakewitsch) (hebräisch מתתיהו שוהם; * 1893 in Warschau; † 4. Juli 1937 ebenda) war ein hebräischer Lyriker und Dramatiker.

## Leben
Shoham, im frühen Kindesalter verwaist, wurde von seinem Großvater und seinem Onkel erzogen. Er erlernte Fremdsprachen und weltliche Literatur hauptsächlich als Autodidakt. 1930 zog er nach Palästina. Da er jedoch nicht in der Lage war, sich dort seinen Lebensunterhalt zu verdienen, kehrte er zwei Jahre später nach Polen zurück. Er war während drei Jahren Vorsitzender der Vereinigung jüdischer Schriftsteller in Polen und Redaktionsmitglied deren zweimal monatlich erscheinenden Zeitschrift Amudim und hielt außerdem Vorlesungen am Institut für Jüdische Studien in Warschau. Seine lyrischen Gedichte, in einem archaischen Stil geschrieben, behandeln vor allem das Thema der Liebe und die biblische Vergangenheit. Auch seine vier dramatischen Gedichte: Jericho, Bileam (1928–29), Zor wi-jeruschalaim (Tyrus und Jerusalem, 1933) und Elohei Barsel lo ta'aseh lecha (Götter aus Gusseisen sollst du dir nicht machen, 1937) sind in einer archaischen Sprache geschrieben und wegen ihres ideologisch gefärbten Expressionismus und ihrer langen reflektierenden Passagen kaum auf der Bühne aufzuführen. Der literarische Wert seiner Dramen beruht jedoch auf den ideologischen und emotionalen Spannungen zwischen seinen jüdischen und nichtjüdischen Protagonisten. Nur die zwei letzten Theaterstücke erschienen in Buchform zu Lebzeiten des Autors, seine restlichen Werke wurden 1965 als Gesammelte Werke herausgegeben.